# Modena Volley
O Modena Volley, também conhecido como Valsa Group Modena por questões de patrocínios, é um time italiano de voleibol masculino da cidade de Módena, na região da Emília Romanha. Atualmente o clube disputa a SuperLega, a primeira divisão do campeonato italiano, do qual é o maior campeão da história com doze títulos.

## Histórico
O clube foi fundado em Módena, cidade considerada como "berço" do voleibol italiano. Com três equipes na Série A, a cidade experimentou nos anos cinquenta e sessenta um período de grande esplendor neste esporte. Entre 1953 e 1962–63 as equipes de Módena venceram todos os onze títulos da liga disputados. Três foram conquistados pelo Crocetta Villa d'Oro, três pela Minelli e cinco pelo Avia Pervia, de Franco Anderlini.
Com a dissolução deste último clube por problemas econômicos, seguido pela ascensão do Ruini Firenze e do Virtus Bologna ao topo, em 1964 Anderlini passou a treinar a equipe do Corpo de Bombeiros de Módena, o Menegola, então militante na Série B. Em 1966, por iniciativa dos irmãos Benito e Giuseppe Panini, nasce  o Grupo Esportivo Panini, financiado pela empresa homônima produtora de figurinhas; o clube absorveu o Menegola e, com Anderlini no banco, a partir da Série C, alcançou a principal divisão em 1968, apenas dois anos depois de sua fundação.
No final da temporada 1969–70 a Panini ganhou seu primeiro campeonato com a lenda checa Josef Musil no banco. Durante os anos setenta a equipe azul e amarela dominou o cenário nacional, conquistando mais três títulos (1971–72, 1973–74 e 1975–76) e permaneceu constantemente no topo. Em 1978–79 e 1979–80 venceu as primeiras duas edições da Copa Itália; ainda em 1980, com a Taça dos Vencedores de Taças, ganhou o seu primeiro título europeu.
Uma nova série de vitórias se abriu em 1985, com a contratação do técnico argentino Julio Velasco; entre as temporadas 1985–86 e 1988–89 a Panini ganhou quatro campeonatos consecutivos. O clube tinha campeões como Luca Cantagalli, Lorenzo Bernardi, Fabio Vullo e Andrea Lucchetta, representantes da chamada "geração de fenômenos".
Os anos oitenta terminaram com o abandono de Velasco e do financiamento da Panini. Apesar de sua primeira vitória na Liga dos Campeões em 1990 o clube viveu dois anos de grave crise econômica e de resultados.
Em 1993 o clube foi comprado por Giovanni Vandelli, industrial da cerâmica, que mudou a razão social para Daytona Volley, do nome de sua empresa. Recuperado, o clube voltou ao topo graças ao retorno de Cantagalli e Vullo à equipe e às chegadas, dentre outras, de Marco Bracci, Bas Van der Goor, Juan Carlos Cuminetti e Andrea Giani, que se tornou o capitão. A equipe, duelando em várias ocasiões com a Sisley Volley de Treviso ganhou os campeonatos de 1994–95 e 1996–97.
O último título da equipe foi conquistado na temporada 2001–02, após uma primeira fase inconstante e uma campanha surpreendente nos playoffs, batendo na final seu grande rival Treviso. Em 2004 o clube pode contar novamente com Julio Velasco como técnico e contratou o levantador brasileiro Ricardo Garcia, que acabara de conquistar o título olímpico. Ainda assim, a equipe terminou a temporada com um de seus piores resultados da história, em uma decepcionante décima primeira colocação.
Em 10 de maio de 2005 a equipe passa das mãos de Giovanni Vandelli para uma sociedade composta por Antonio Barone, Catia Pedrini e Giuliano Grani. Com isso, a equipe passou a ter a razão social pela qual é conhecida até os dias atuais, Pallavolo Modena. Nas temporadas seguintes o clube teve poucos resultados expressivos, como a conquista da Taça Challenge em 2008, o vice-campeonato da Top Teams Cup em 2007 e o quarto lugar na temporada 2010–11. Durante este período a equipe pode contar com vários jogadores de nível internacional, tais como os brasileiros Murilo Endres, Bruno Rezende e Sidão, o cubano Angel Dennis, o russo Yuri Berejko, entre outros.

## Títulos

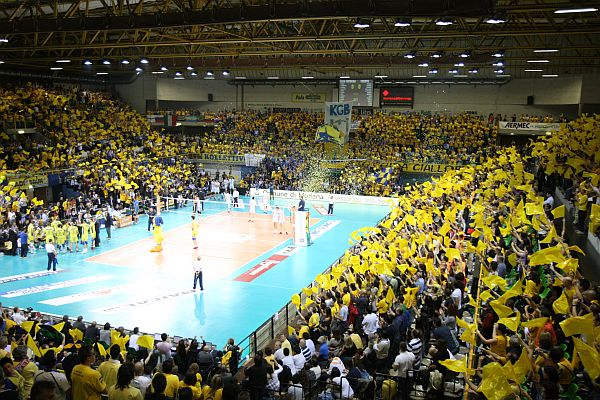
PalaPanini, ginásio do Modena Volley.

### Campeonatos continentais
Liga dos Campeões
- Campeão: 1989–90, 1995–96, 1996–97, 1997–98
- Vice–campeão: 1986–87, 1987–88, 1988–89, 2002–03
- Terceiro lugar: 1990–91

 Taça CEV
- Campeão: 1979–80, 1985–86, 1994–95, 2022–23
- Vice–campeão: 2006–07

 Taça Challenge
- Campeão: 1982–83, 1983–84, 1984–85, 2003–04, 2007–08
- Vice–campeão: 1999–00, 2000–01

 Supercopa Europeia
- Campeão: 1995
- Vice–campeão: 1990, 1997
- Terceiro lugar: 1996

### Campeonatos nacionais
Campeonato Italiano
- Campeão: 1969–70, 1971–72, 1973–74, 1975–76, 1985–86, 1986–87, 1987–88, 1988–89, 1994–95, 1996–97, 2001–02, 2015–16
- Vice-campeão: 1970–71, 1978–79, 1980–81, 1984–85, 1989–90, 1998–99, 1999–00, 2002–03, 2014–15
- Terceiro lugar: 1972–73, 1974–75, 1976–77, 1979–80, 1981–82, 1983–84, 1993–94, 1995–96, 1997–98, 2005–06, 2017–18

 Copa da Itália
- Campeão: 1978–79, 1979–80, 1984–85, 1985–86, 1987–88, 1988–89, 1993–94, 1994–95, 1996–97, 1997–98, 2014–15, 2015–16
- Vice-campeão: 1981–82, 1983–84, 1986–87, 1989–90

 Supercopa Italiana
- Campeão: 1997, 2015, 2016, 2018
- Vice-campeão: 1998, 2002, 2019
- Terceiro lugar: 2017

## Elenco atual
Atletas selecionados para disputar a temporada 2022–23.
| Camisa                | Nome                 | Altura (m) | Posição    |
| --------------------- | -------------------- | ---------- | ---------- |
| 1                     | Bruno Rezende (C)    | 1,90       | Levantador |
| 3                     | Lorenzo Pope         | 2,05       | Ponteiro   |
| 5                     | Riccardo Gollini     | 1,94       | Líbero     |
| 6                     | Giovanni Sanguinetti | 2,02       | Central    |
| 7                     | Dragan Stanković     | 2,05       | Central    |
| 9                     | Earvin N'Gapeth      | 1,94       | Ponteiro   |
| 10                    | Lorenzo Sala         | 2,00       | Oposto     |
| 11                    | Tobias Krick         | 2,11       | Central    |
| 12                    | Adis Lagumdzija      | 2,11       | Oposto     |
| 15                    | Elia Bossi           | 2,02       | Central    |
| 16                    | Nicola Salsi         | 1,86       | Levantador |
| 21                    | Salvatore Rossini    | 1,85       | Líbero     |
| 24                    | Andrea Malavasi      | 1,92       | Ponteiro   |
| 90                    | Tommaso Rinaldi      | 2,00       | Ponteiro   |
| Técnico: Andrea Giani |                      |            |            |